# Melos
Melos (sovint anomenada Milos, transcripció del grec Μήλος; en grec antic: Μῆλος, Mêlos) és una illa grega que pertany al grup de les Cíclades. Té una superfície de 150 km² i una població d'uns 5.000 habitants, i el punt més alt de l'illa, el Profeta Elies (Profitis Ilias) es troba a 751 metres. És una illa formada per roques volcàniques. És coneguda perquè s'hi va trobar la famosa Venus de Milo.
Melos forma una badia fonda que mira a nord (cap a Atenes) i que conforma un port excel·lent. Al nord de la badia se situa el port d'Adamandas, el nucli més poblat de l'illa. Dalt del port es troben les poblacions de Tripití, Triovasalos i Plaka, que és la capital d'ençà que es desplaçà de Zefiria. Al nord-est hi ha un altre port, Apol·lonia, que mira cap a Kímolos i Poliegos. A l'est de la badia de Melos hi ha l'illa d'Andímilos, deshabitada.
Administrativament, forma una unitat perifèrica amb Kímolos, Sifnos i Sèrifos, d'ençà del 1r de gener de 2011, quan entrà en vigor el Programa Cal·lícrates i va desaparèixer la prefectura de les Cíclades.

## Història

### Antiguitat

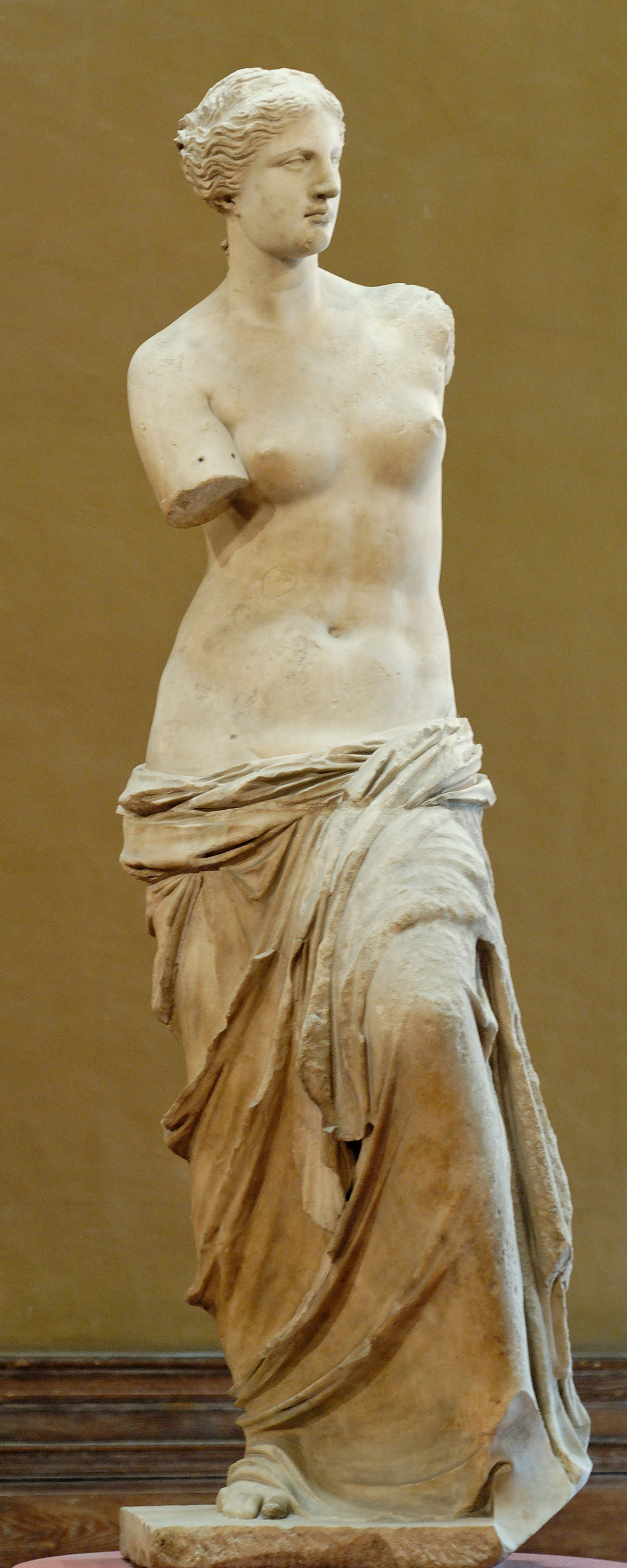
La Venus de Melos, al Museu del Louvre, a París

A l'edat de bronze (2800-1100 aC), fou el centre de la cultura ciclàdica. La població principal era al jaciment de Filakopí, les ruïnes de la qual són a la costa nord-est, prop d'Apol·lonia, trobada pels arqueòlegs anglesos Smith i Hogarth a final del segle xix. Aquesta ciutat fou destruïda i reconstruïda tres vegades. La darrera vegada fou destruïda pels micènics, que en van construir una de nova.
Com és habitual, els antics transmeteren diversos noms alternatius per l'illa, vinculats a llegendes i mites diversos: Aristòtil l'anomena Zefíria, Eli Aristides l'anomena Memblis, Cal·límac Mimal·lis, Heraclides Sifis i Acita i Estèfan de Bizanci Biblis, en aquest cas perquè hauria rebut una colònia de Biblos de Fenícia. Semblantment, Fest deriva el nom de Melos del fundador de la colònia fenícia.
A l'antiguitat, Melos conformava una sola polis, i el seu centre urbà era situat al nord de l'illa, entre Plaka i el port de Klima. Fou una ciutat dòrica, que compartia dialecte amb l'illa de Tera. Es deia que els pobladors de Melos havien arribat procedents de Lacedemònia cap al 1100 aC; aquesta datació situa els fets en època prehistòrica, de manera que es pot considerar llegendària o, en qualsevol cas, tradició popular.
A les guerres mèdiques, Melos va lluitar al costat d'Atenes. A la guerra del Peloponnès, però, va ser aliada d'Esparta, i Atenes va atacar l'illa sota el comandament del general Nícies, sense succés, el 426 aC. Posteriorment, Melos es va declarar neutral, però Atenes la va considerar igualment com enemiga i la va conquerir, després del 416 aC, en una campanya brutal narrada per Tucídides i que potser fou iniciativa d'Alcibíades. La ciutat fou assetjada durant dos anys per un miler d'atenesos i finalment fou destruïda, tots els homes en edat militar van ser executats, i les dones i els nens convertits en esclaus. Alcibíades fou l'autor dels decrets que imposaven aquests càstigs barbàrics als illencs, i ell mateix es va comprar una dona de l'illa, amb la qual va tenir un fill. Tot seguit, un grup de 500 colons atenencs es va establir a l'illa.
Al famós diàleg de Melos, Tucídides expressa que, per Atenes, la demostració del poder passava per davant de la justícia, i que els melis van demanar ajut als seus Déus inútilment. Ni Esparta mouria un dit en favor de la desgraciada illa. Amb raó, la crítica històrica ha considerat l'expedició contra Melos com una encarnació brutal de la voluntat de poder dels atenesos, i que la massacre dels melis va cobrir d'ignomínia la ciutat i les armes d'Atenes.
Tot i això, els espartans reconqueriren Melos el 405 aC, i permeteren als seus habitants el retorn a l'illa, alhora que feren fora els atenesos.
El sàtrapa Farnabazos II i Conó van conquerir Melos el 393 aC. La guerra que va seguir va acabar amb la pau entre grecs i perses signada el 386 aC, que va establir l'hegemonia espartana i va lliurar les ciutats gregues d'Àsia a Pèrsia. Farnabazos va respectar l'autonomia de les ciutats, cosa que no sempre farien els seus successors. Lisandre va retornar l'illa als antics habitants que es van poder trobar, els quals van tornar i restaurar la seva ciutat.

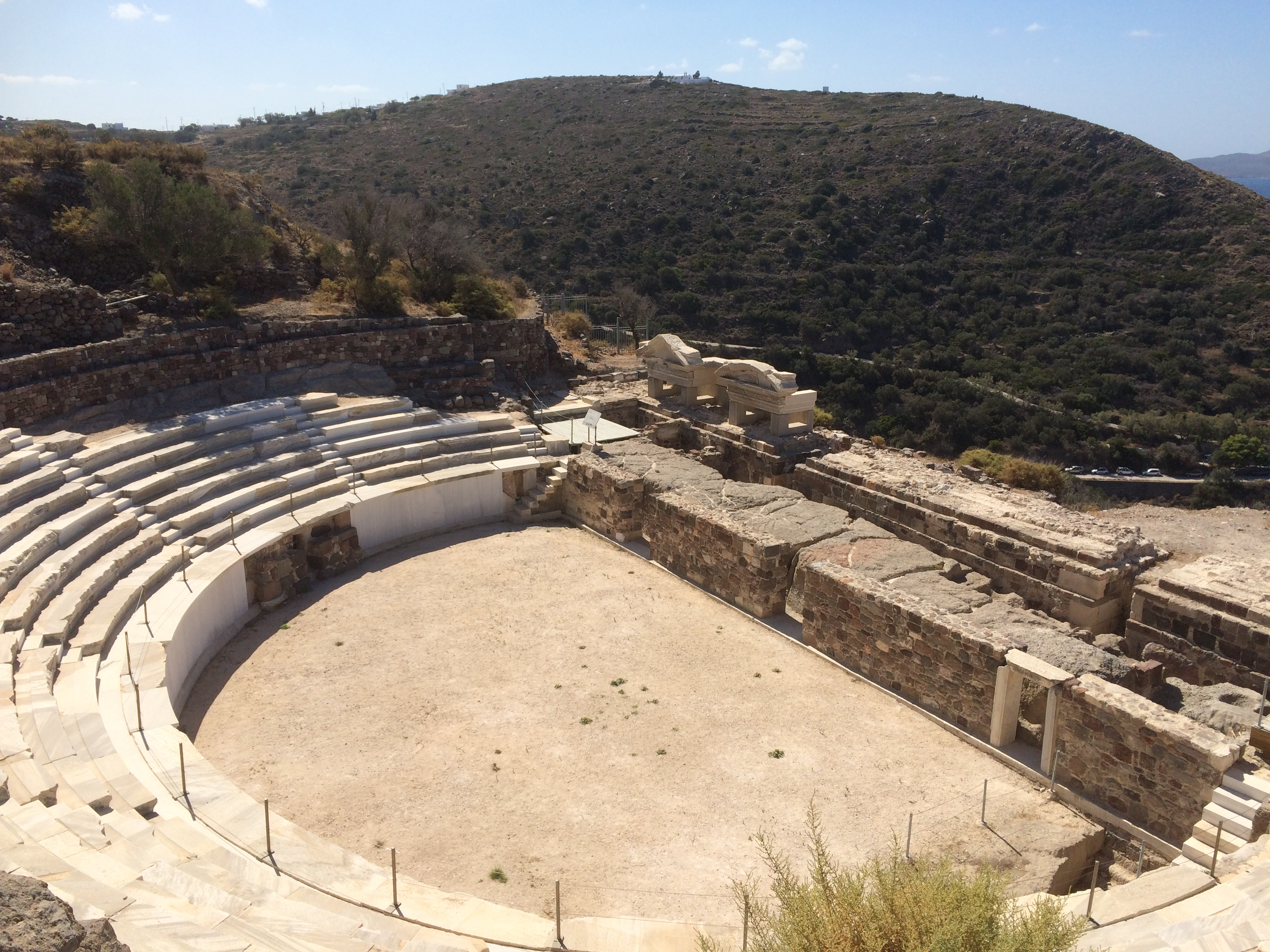
Teatre romà de Melos

L'illa va romandre independent fins que, en temps, d'Alexandre el Gran, va restar sota influència de Macedònia. Després de la mort d'Alexandre i el govern d'Antípatre, va passar al domini Antígon, i després va caure en mans dels Ptolemeus el 311 aC. L'illa, un temps protectorat egipci, va restar de fet independent i va produir grans obres d'art, entre les quals la molt coneguda Venus de Melos.
Va passar als romans al segle ii aC i va viure una època de pau. Al segle i s'hi va introduir el cristianisme (hi havia una població jueva important), i es van construir catacumbes que encara existeixen a la vora de la moderna vila de Tripití.

### Edat mitjana
Sota l'imperi romà d'Orient fou atacada per pirates eslaus i àrabs. La capital fou destruïda per un terratrèmol i fou traslladada a l'àrea de Komia i Embórios.

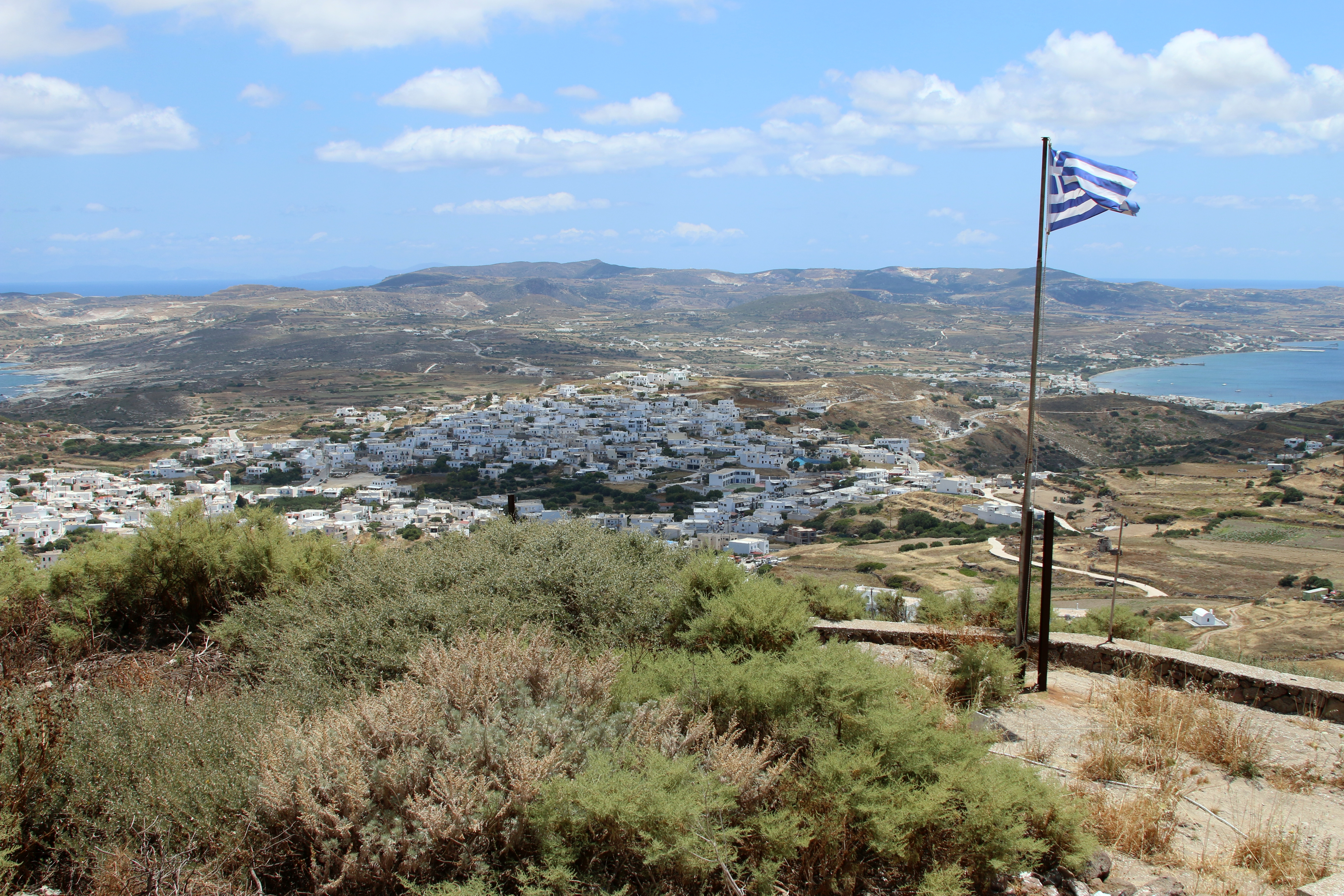
Vista de dalt del Kastro de Melos

Revoltes religioses als segles VIII i IX foren reprimides pels romans d'Orient. El 1207 va passar als Sanudo de Naxos i els ducs de Naxos la van conservar formant una senyoria del 1341 al 1383. La dinastia Sanudo va donar passar als Crispo el 1383 quan Francesc I Crispo va agafar el poder en una revolta armada i es va casar amb l'hereva Fiorenza Sanudo. Els Crispo, ducs de Naxos i senyors de Melos, la van mantenir fins que fou lliurada als otomans el 1566.

### Imperi otomà
El jueu Josep Nasi va governar les illes del 1566 al 1579, i després va passar a domini directe otomà amb un acord de govern autònom local: l'illa pagava taxes, però mai no fou ocupada per una guarnició. El 1661 els venecians van derrotar els turcs en una batalla naval en aigües de l'illa. El 1675 el pirata local George Kapfis fou proclamat rei de l'illa com a cap dels opositors al domini otomà. El 1678 fou empresonat pels turcs i fou penjat a Constantinoble.

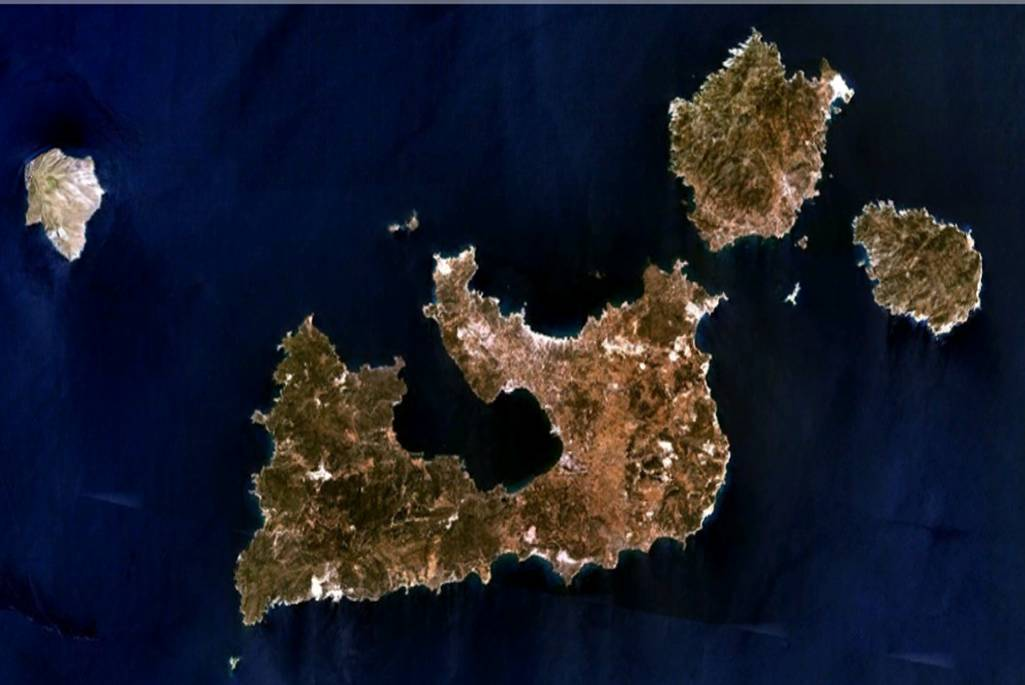
Vista satèl·lit de Melos, amb Kímolos i Poliegos al nord-est i Andímilos al nord-oest

El 1771 els russos van ocupar l'illa però va tornar a poder otomà el 1774. El 1821 va participar en la revolució grega i la primera batalla naval de la guerra es va lliurar a les seves aigües l'11 d'abril de 1821. El 1830 fou reconeguda part de Grècia.
Fou base aliada (francesos i britànics) durant la Primera Guerra Mundial i el 1922 va acollir milers de refugiats després de la derrota grega a l'Àsia Menor. Els alemanys la van ocupar el maig de 1941 i hi van construir fortificacions. La resistència va poder hissar la bandera grega el 9 de maig de 1945.
Després de la guerra, molts habitants van emigrar a Atenes o als Estats Units per la pobresa de l'illa, però modernament amb el turisme ha rebut una empenta econòmica.